# Sarek
Sarek è un personaggio immaginario dell'universo fantascientifico di Star Trek. Appare nella serie classica, nella serie animata, in The Next Generation e in cinque film della saga. È stato interpretato principalmente da Mark Lenard; Jonathan Simpson ha interpretato una sua versione giovane in Star Trek V - L'ultima frontiera, mentre nel film del 2009 ha il volto di Ben Cross. In Star Trek: Discovery il personaggio è interpretato da James Frain. Sarek è inoltre protagonista di numerosi romanzi del franchise.
Vulcaniano, è il padre di Spock e Sybok, padre adottivo di Michael Burnham e marito di Amanda Grayson, oltre che un ambasciatore della Federazione dei Pianeti Uniti.
Sarek è considerato uno dei personaggi ricorrenti maggiormente iconici, in particolare per il contrastato rapporto con il figlio Spock, di cui ha faticato a lungo ad accettare la metà umana e la cui relazione è freddamente logica e distaccata. Rapporto che in seguito dimostra di avere anche con la figlia adottiva Michael Burnham.

## Storia del personaggio
Figlio di Skon e nipote di Solkar, primo ambasciatore vulcaniano sulla Terra, Sarek è nato su Vulcano nel 2165. È un abile diplomatico al servizio della Federazione. Sarek si è sposato tre volte, la prima con una principessa vulcaniana, morta poco dopo aver dato alla luce il primo figlio, Sybok, nato nel 2224. Nel 2229 sposa l'insegnante umana Amanda Grayson, con cui, l'anno successivo, ha il figlio Spock.
Amanda e Sarek in seguito adottano una bambina umana rimasta orfana, Michael Burnham, che educano alla ferrea logica vulcaniana e con cui Sarek si fonde mentalmente, cosa che li terrà uniti per sempre. Michael Burnham è la prima Umana a laurearsi all'Accademia delle Scienze Vulcaniana, mentre più tardi viene chiesto a Sarek di scegliere tra lei e Spock, quale dei due arruolare nel Gruppo di Spedizione Vulcaniano, al che Sarek sceglie Spock, così Michael Burnham sceglie di unirsi alla Flotta Stellare, servendo a bordo della USS Shenzhou. Tuttavia anche Spock in seguito preferisce unirsi alla Flotta Stellare anziché al Gruppo di Spedizione Vulcaniano. Per questo motivo Sarek e Spock non si parleranno per i successivi diciotto anni, fino a quando si rincontrano a bordo della USS Enterprise, in occasione della conferenza su Coridan, nel 2268.
Nel 2267, infatti, Sarek è un rappresentante vulcaniano alla Conferenza di Babel, a cui viene accompagnato dall'Enterprise, sulla quale serve Spock. Durante il viaggio, un malfunzionamento in una delle sue valvole cardiache richiede un'operazione, per la quale è necessaria un'ingente trasfusione di sangue da parte del figlio, che ne potrebbe compromettere la salute. Spock accetta, e i due si riconciliano.
Nel 2285, dopo la morte del figlio durante l'incidente del programma Genesis, Sarek si reca sulla Terra per chiedere al capitano Kirk di aiutarlo a riportare il Katra di Spock su Vulcano. Dopo il recupero del corpo (rianimato dal pianeta Genesis) di Spock da parte di Kirk, Sarek chiede ai monaci del monte Seleya la cerimonia del fal-tor-pan, la rifusione del corpo e dello spirito del figlio, che ha successo. Poco dopo, Sarek testimonierà a favore di Kirk davanti al consiglio federale in merito ai presunti crimini compiuti verso i Klingon, che ne chiedevano l'estradizione.
Nel 2293 è uno dei delegati alla conferenza di Khitomer, dove la Federazione e i Klingon siglano la pace. In data imprecisata, dopo la morte della prima moglie, sposa un'altra umana, di nome Perrin.
Nel 2366, malato della sindrome di Bendii, sale a bordo dell'Enterprise D per concludere un trattato con i Legariani, dopo un lavoro di preparazione di 93 anni. A causa della malattia, che gli impedisce di mantenere il controllo emozionale, Sarek chiede al capitano Picard di fondere le loro menti per concludere la conferenza. Due anni dopo, quando Sarek è ormai molto malato, il capitano Picard lo consulterà nel tentativo di trovare Spock, che era scomparso. Perrin, la terza moglie di Sarek, confida a Picard che Sarek e Spock si erano allontanati in seguito a contrasti sui Cardassiani, e che Spock si era forse unito a un influente senatore dell'Impero Romulano per perseguire l'Unificazione tra i loro due mondi. Sarek muore pochi giorni dopo l'incontro con Picard.

## Famiglia
Nonno
- Solkar

Genitori
- Skon

Mogli
- Principessa vulcaniana
- Amanda Grayson
- Perrin

Figli
- Sybok (figlio della principessa vulcaniana)
- Spock (figlio di Amanda Grayson)
- Michael Burnham (adottiva)

## Sviluppo
Per la sua partecipazione all'episodio Sarek, di The Next Generation, Mark Lenard si è detto particolarmente soddisfatto di aver lavorato assieme a Patrick Stewart (che impersona il caitano Jean-Luc Picard), paragonando la sua esperienza con lui con quella con William Shatner (il capitano James T. Kirk): "Patrick è un tipo di attore diverso, diciamo, da Bill Shatner. Quando ho lavorato con Bill in quella scena di Star Trek III [nell'appartamento di Kirk], ho pensato che fosse fantastico, preciso, sensibile, reattivo. Bill è un tipo diverso di presenza. Patrick è un tipo di attore inglese molto esperto con il suo buon background di esperienze e un'ampia gamma di capacità. È un attore molto verace".
Riguardo al personaggio di Sarek, Mark Lendard pensava si fosse sviluppato con il passare del tempo, specialmente grazie alla sua partecipazione a Rotta verso la Terra: "Sarek, così come molte persone dotate di forza e importanza sociale, crede nella superiorità della cultura vulcaniana", "hanno combattuto e sottoposto loro stessi a sacrifici e lavorato per creare ciò che loro credono sia la società perfetta [...] e il fatto che Spock, che lui ha allevato e a cui ha insegnato, che è colui che esprime il meglio della società vulcaniana, se ne sia andato e condivida con altri la sua conoscenza, lo ferisce profondamente". Lenard continua affermando: "Sarek dubitava dell'equipaggio dell'Enterprise. Non conosceva questa gente molto bene e ha fatto forza sulla sua esperienza, dedicando del tempo per conoscerli meglio. Quel che fanno e il sacrificio che compiono in Alla ricerca di Spock, convince Sarek che sono uomini e donne di carattere e buona volontà. Per quanto questo gli costi molto, deve ammettere di aver commesso un errore, nel giudicarli".

## Interpreti
Il primo e più noto interprete dell'ambasciatore vulcaniano Sarek è stato l'attore statunitense Mark Lenard, che lo ha impersonato fin dalla prima apparizione del personaggio nell'episodio Viaggio a Babel (1967). Secondo Allan Sherman, in quell'occasione l'attore seppe disegnare un personaggio che entrò nel cuore dei fan della serie, con un'interpretazione controllata e sapientemente limitata a poche manifestazioni esteriori. Lenard in seguito tornò a impersonare Sarek prestandogli la voce nella serie animata, nell'episodio Viaggio a ritroso nel tempo (1973), e successivamente anche nei successivi tre film del franchise: Star Trek III - Alla ricerca di Spock (1984), Rotta verso la Terra (1986) e Rotta verso l'ignoto (1991), prestando inoltre la voce al personaggio in una breve sequenza in flashback in Star Trek V - L'ultima frontiera (1989), in cui Sarek viene tuttavia impersonato, da giovane, dall'attore Jonathan Simpson. Infine Lenard tornò a impersonare un Sarek anziano in due episodi della serie Star Trek: The Next Generation girati nel 1990 e nel 1991. Registrazioni di repertorio della voce di Mark Lenard vengono inoltre utilizzati per dare vita al personaggio nel videogioco Star Trek Online (2010).
Mark Lenard interpretò tuttavia anche altri personaggi nel franchise di Star Trek. La sua prima apparizione nella serie classica fu infatti nell'episodio della prima stagione intitolato La navicella invisibile (1966), in cui interpretò il comandante romulano che, a bordo della sua nave spaziale, ingaggia un duello di astuzia e tattica con James T. Kirk, capitano dell'Enterprise. Interpretò poi anche un Klingon nella pellicola Star Trek (1979), ruolo grazie al quale divenne il primo attore della saga ad aver interpretato un Romulano, un Vulcaniano e un Klingon.
Nell'edizione italiana delle opere di Star Trek, Mark Lenard è stato doppiato da: Bruno Slaviero (serie classica); Giuseppe Rinaldi (Star Trek III - Alla ricerca di Spock); Pino Locchi (Rotta verso la Terra); Vincenzo Ferro (Rotta verso l'ignoto) e Sergio Graziani (Star Trek: The Next Generation).
Il personaggio ricompare nel primo film della Kelvin Timeline, Star Trek (2009), dove viene interpretato dall'attore britannico Ben Cross, celebre per aver interpretato la parte del protagonista, Harold Abrahams, nel film Momenti di gloria (1981). L'attore è stato doppiato in italiano da Sergio Di Stefano.
Sarek compare nuovamente nelle prime due stagioni di Star Trek: Discovery, dove viene impersonato dall'attore britannico James Frain. Sarek compare fin dal primo episodio Il saluto vulcaniano, apparendo in un totale di nove episodi fino al finale della seconda stagione, Un dolore così dolce (seconda parte). Nell'edizione in italiano della serie, James Frain è doppiato da Alberto Angrisano.

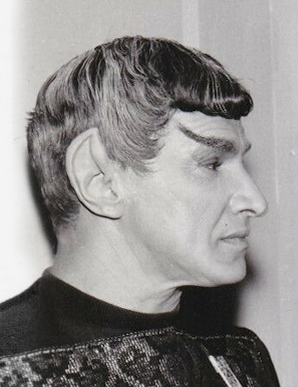
Mark Lenard, interprete di Sarek nella serie classica e nei film
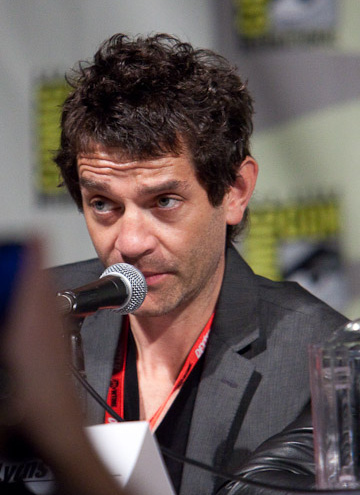
James Frain, interprete di Sarek nella serie televisiva Star Trek: Discovery

## Accoglienza
Nel 2009 IGN ha classificato Sarek al tredicesimo posto in una classifica dei personaggi migliori di tutto il franchise di Star Trek, motivando che: "Sarek è il modello di Vulcaniano che Spock si sforza di diventare: freddamente logico, brillante scienziato e venerato ambasciatore".
Nel 2015 SyFy ha classificato Sarek tra i 21 migliori personaggi ricorrenti di Star Trek
Nel 2016 Screen Rant ha classificato Sarek all'undicesimo posto tra i migliori personaggi di tutto il franchise di Star Trek, così come presentato nelle serie televisive e nei film fino ad allora, mettendo in evidenza il rapporto tra il personaggio e il figlio Spock, in cui entrambi cercano di capire l'altro e i propri sentimenti.
Nel 2017 Den of Geek ha classificato il Sarek interpretato da Mark Lenard al primo posto tra gli attori ospiti di Star Trek: The Next Generation, per le sue interpretazioni in Sarek e Il segreto di Spock.
Nel 2018 CBR.com ha classificato Sarek al quinto posto tra i personaggi ricorrenti di tutto Star Trek, sottolineando l'ottima interpretazione data al personaggio da Mark Lenard nelle sue molteplici apparizioni nelle diverse serie televisive e film.

## Filmografia

### Cinema
- Star Trek III - Alla ricerca di Spock (Star Trek III: The Search for Spock), regia di Leonard Nimoy (1984)
- Rotta verso la Terra (Star Trek IV: The Voyage Home), regia di Leonard Nimoy (1986)
- Star Trek V - L'ultima frontiera (Star Trek V: The Final Frontier), regia di William Shatner (1989)
- Rotta verso l'ignoto (Star Trek VI: The Undiscovered Country), regia di Nicholas Meyer (1991)
- Star Trek, regia di J.J. Abrams (2009)

### Televisione
- Star Trek - serie TV, episodio 2x10 (1967)
- Star Trek - serie animata, episodio 1x02 (1973)
- Star Trek: The Next Generation - serie TV, episodi 3x23-5x07 (1990-1991)
- Star Trek: Discovery - serie TV, 9 episodi (2017-2019)

## Pubblicazioni (parziale)

### Romanzi
- (EN) Kathleen Sky, Death's Angel, New York, Bantam Doubleday Dell, 1981, ISBN 055314703X.
- (EN) J.M. Dillard, Mindshadow. The New Star Trek Novel, New York, Pocket Books, 1986, ISBN 0671607561.
- (EN) Jean Lorrah, The Vulcan Academy Murders, collana Star Trek, n. 20, New York, Pocket Books, 1987, ISBN 067164744X.
- (EN) D.C. Fontana, Vulcan's Glory, collana Star Trek, n. 44, New York, Pocket Books, 1989, ISBN 1852860987.
- (EN) Judith Reeves-Stevens, Federation, collana Star Trek, New York, Pocket Books, 1994, ISBN 0671894226.
- (EN) Brad Strickland e Barbara Strickland, Crisis on Vulcan, collana Star Trek: Starfleet Academy, n. 1, Waukesha, Minstrel Press, 1996, ISBN 0671000780.
- (EN) John Vornholt, Mind Melt, collana Star Trek, New York, Pocket Books, 1997, ISBN 0671002589.
- (EN) William Shatner, Judith Reeves-Stevens e Garfield Reeves-Stevens, Avenger, collana Star Trek, New York, Pocket Books, 1998, ISBN 0671551310.
- (EN) Josepha Sherman e Susan Shwartz, Vulcan's Heart, collana Star Trek, New York, Pocket Books, 2000, ISBN 0671015451.
- (EN) Diane Duane, Spock's World, collana Star Trek, New York, Pocket Books, 2000, ISBN 0743403711.
- (EN) A.C. Crispin, Sarek, collana Star Trek, New York, Pocket Books, 2000, ISBN 0743403746.
- (EN) Dean Wesley Smith, Strange New Worlds, collana Star Trek, New York, Gallery Books, 2007, ISBN 1416544380.
- (EN) Mack David, The Sorrows of Empire, collana Star Trek, New York, Pocket Books, 2010, ISBN 143915516X.
- (EN) Keira Marcos, Tangled Destinies, Keira Marcos, 2013, ISBN non esistente.
- (EN) Mack David, Best Defense, collana Star Trek: Legacies, New York, Pocket Books, 2016, ISBN 1476753105.

## Videogiochi
- Star Trek Online (2010)
- Star Trek Timelines (2020)